# Jutta Fischer (Archäologin)
Jutta Fischer (* 1952) ist eine deutsche Klassische Archäologin.
Jutta Fischer studierte von 1973 bis 1975 Klassische Archäologie, Ur- und Frühgeschichte sowie Alte Geschichte an der Universität München und von 1975 bis 1981 an der Freien Universität Berlin. In Berlin erfolgte 1981 bei Adolf Borbein die Promotion zum Dr. phil. mit der Dissertation Die vorrömischen Skulpturen von Nesactium. 1982/83 war Fischer Reisestipendiatin des Deutschen Archäologischen Instituts. Daran schloss sich bis 1986 ein Volontariat am Württembergischen Landesmuseum Stuttgart an, danach war sie dort bis 1988 Wissenschaftliche Mitarbeiterin. 1989 wechselte Fischer als Wissenschaftliche Angestellte an das Archäologische Institut der Universität Tübingen. 1993 arbeitete sie erneut am Württembergischen Landesmuseum. Seit 1994 war sie Kustodin der archäologischen Studiensammlung am Institut für Altertumswissenschaften der Universität Greifswald. Nach der Schließung der Altertumswissenschaften in Greifswald war Fischer seit 2008 in Nachfolge von Lorenz Winkler-Horaček am Heinrich Schliemann-Institut für Altertumswissenschaften der Universität Rostock Kustodin der Archäologischen Sammlung der Universität Rostock. 2015 wurde Fischer mit dem Förderpreis für Lehre von der Gesellschaft der Förderer der Universität Rostock ausgezeichnet. 2017 ging Fischer in den Ruhestand, ihr Nachfolger als Kurator wurde Christian Russenberger.
Fischer beschäftigt sich vor allem mit der ptolemäischen Kunst Ägyptens und der griechischen Koroplastik.

## Schriften
- Die vorrömischen Skulpturen von Nescatium. In: Hamburger Beiträge zur Archäologie 11, 1984, S. 9–98 (= Dissertation).
- Griechisch-römische Terrakotten aus Ägypten. Die Sammlungen Sieglin und Schreiber. Wasmuth, Tübingen 1995, ISBN 3-8030-1913-3 (Tübinger Studien zur Archäologie und Kunstgeschichte, Band 14).
- (Hrsg.): Gesammelte Antiken in Mecklenburg und Vorpommern. Katalog zur Sonderausstellung im Deutschen Bernsteinmuseum Ribnitz-Damgarten, 2. September – 23. November 2007. Deutsches Bernsteinmuseum, Ribnitz-Damgarten 2007.